# Jean-Claude Gallotta
Jean-Claude Gallotta (Grenoble, 7 aprile 1950) è un coreografo e ballerino francese.

## Biografia
Nato a Grenoble da padre napoletano e madre italo-austriaca, studiò all'École supérieure d'art de Grenoble e si avvicinò alla danza dopo l'adolescenza. Nel 1976 vinse il Concours chorégraphique international di Bagnolet e trascorse i due anni successivi a New York, studiando come coreografo sotto la supervisione di Merce Cunningham.
Tornato in patria, fondò una propria compagnia (il Groupe Émile Dubois) nel 1979 e vinse nuovamente il Concours chorégraphique international nel 1980; tra il 1984 e il 2016 diresse il Centre chorégraphique national de Grenoble. Si è affermato come uno dei maggiori coreografi della nouvelle danse, ottenendo un primo grande successo nel 1981 con Ulisse. Tornò a revisionare il balletto in diverse occasioni nel corso degli anni e nel 1995 una versione rivisitata per quaranta ballerini invece degli otto originali (Les Variations d'Ulysse) è entrata nel repertorio del Balletto dell'Opéra di Parigi. La compagnia gli avrebbe commissionato anche un balletto ispirato a Nosferatu, portato al debutto all'Opéra Bastille nel 2001. Tra i suoi altri balletti si annoverano Mammame, Docteur Labus, Trois générations e L'Homme à tête de chou; nel 2003 ha curato le coreografie del film Les côtelettes.